# Luigi Carnera
Luigi Carnera (Trieste, 14 de abril de 1875 — Florença, 30 de julho de 1962) foi um astrônomo italiano.
No início de sua carreira foi assistente de Max Wolf em Heidelberg, Alemanha, tendo descoberto 16 asteroides. Trabalhou na Alemanha, Itália e Argentina, retornando à Itália em 1908.
Foi diretor do Observatório Astronômico de Trieste a partir de 1919; Trieste havia sido recém anexado à Itália após a Primeira Guerra Mundial. Em 1932 tornou-se diretor do Observatório Astronômico de Capodimonte em Nápoles. Em 1943, durante a Segunda Guerra Mundial, o observatório foi ocupado temporariamente por tropas dos Estados Unidos e do Reino Unido, a fim de instalar uma estação de radar.
O asteroide 39653 Carnera foi assim nomeado em sua homenagem.
| Asteroides descobertos: 16 | Asteroides descobertos: 16 |
| -------------------------- | -------------------------- |
| 466 Tisiphone[1]           | 17 de janeiro de 1901      |
| 469 Argentina              | 20 de fevereiro de 1901    |
| 470 Kilia                  | 21 de abril de 1901        |
| 472 Roma                   | 11 de julho de 1901        |
| 476 Hedwig                 | 17 de agosto de 1901       |
| 477 Italia                 | 23 de agosto de 1901       |
| 478 Tergeste               | 21 de setembro de 1901     |
| 479 Caprera                | 12 de novembro de 1901     |
| 480 Hansa[1]               | 21 de maio de 1901         |
| 481 Emita                  | 12 de fevereiro de 1902    |
| 485 Genua                  | 7 de maio de 1902          |
| 486 Cremona                | 11 de maio de 1902         |
| 487 Venetia                | 9 de julho de 1902         |
| 488 Kreusa[1]              | 26 de junho de 1902        |
| 489 Comacina               | 2 de setembro de 1902      |
| 808 Merxia                 | 11 de outubro de 1901      |
| 1. 1 com Max Wolf          |                            |